# Seleção Dominicana de Voleibol Masculino
A Seleção Dominicana Masculina de Voleibol é a seleção nacional masculina de volei de quadra da República Dominicana. É administrada pela Federação Dominicana de Voleibol e representa a República Dominicana nas competições internacionais de vôlei.

## Campeonato Mundial
- 2018 — 23° lugar

## Equipe Temporada 2018
Elenco que disputou os Jogos Cntro-Americanos e do Caribe de 2018 em Barranquilla ː
| Número | Nome                                            | Data de Nascimento     | Altura | Posição    |
| ------ | ----------------------------------------------- | ---------------------- | ------ | ---------- |
| 1      | Henry Omar Tapia Santana                        | 1 de março de 1992     | 192    | Oposto     |
| 3      | Elvis Daverson Dalsires Contreras De Los Santos | 20 de julho de 1979    | 188    | Ponta      |
| 4      | Wilfrido Hernandez                              | 8 de dezembro de 1990  | 195    | Ponta      |
| 5      | Enger Miguel Mieses Feliz                       | 1 de dezembro de 1995  | 171    | Líbero     |
| 6      | Pedro Luís García                               | 27 de novembro de 1990 | 190    | Oposto     |
| 7      | Mario Emilio Frías Tavares                      | 20 de agosto de 1994   | 198    | Central    |
| 8      | Henry Antonio Lopez Capellan                    | 9 de dezembro de 1994  | 185    | Ponta      |
| 9      | Braymer Norbery Tolentino Lorenzo               | 27 de agosto de 1996   | 186    | Líbero     |
| 10     | Francisco Alberto Abreu López                   | 26 de abril de 1982    | 184    | Levantador |
| 11     | José Miguel Cáceres Gomez                       | 24 de dezembro de 1981 | 210    | Oposto     |
| 12     | Francisco Argelis Arredondo Severino            | 1 de outubro de 1996   | 187    | Central    |
| 14     | Felix Miguel Romero Perez                       | 2 de maio de 1995      | 191    | Central    |
| 15     | Richi Paulino Paulino                           | 2 de dezembro de 1996  | 206    | Central    |
| 19     | Hector Alexis Cruz Cepi                         | 12 de junho de 1997    | 187    | Ponta      |